# Xian de Qianyang
Le xian de Qianyang (千阳县 ; pinyin : Qiānyáng Xiàn) est un district administratif de la province du Shaanxi en Chine. Il est placé sous la juridiction de la ville-préfecture de Baoji.

## Démographie
La population du district était de 125 898 habitants en 1999.